# Richard Edwardes
Richard Edwardes, född den 25 mars 1525 i Somerset, död den 31 oktober 1566 i London, var en engelsk dramatiker.
Edwards blev 1561 medlem av hovkapellet. År 1566 uppfördes hans skådespel Palamon and Arcite i Oxford inför drottning Elisabet. Det enda av hans dramer som finns i behåll är Damon and Pithias (1571), utgiven av William Carew Hazlitt i A select collection of old English plays (1894).